# Ложноглазки
Ложноглазки (лат. Pleurodema) — род бесхвостых земноводных из семейства Leiuperidae.

## Классификация
На ноябрь 2018 года в род включают 15 видов:
- Pleurodema alium Maciel and Nunes, 2010
- Pleurodema bibroni Tschudi, 1838 — Ложноглазка Биброна, или болотница Биброна, или чилийская болотная лягушка
- Pleurodema borellii (Peracca, 1895) — Аргентинская ложноглазка
- Pleurodema brachyops (Cope, 1869) — Оранжевоногая ложноглазка
- Pleurodema bufoninum Bell, 1843 — Патагонская ложноглазка
- Pleurodema cinereum Cope, 1878 — Желтоногая ложноглазка
- Pleurodema cordobae Valetti, Salas, and Martino, 2009
- Pleurodema diplolister (Peters, 1870) — Лопатоногая ложноглазка
- Pleurodema guayapae Barrio, 1964 — Роющая ложноглазка
- Pleurodema kriegi (Müller, 1926) — Чернопятнистая ложноглазка
- Pleurodema marmoratum (Duméril & Bibron, 1841) — Высокогорная ложноглазка
- Pleurodema nebulosum (Burmeister, 1861) —  Малая ложноглазка
- Pleurodema somuncurense (Cei, 1969)
- Pleurodema thaul (Lesson, 1827) — Лесная ложноглазка
- Pleurodema tucumanum Parker, 1927 — Коричневая ложноглазка